# Đế quốc Bambara
Đế quốc Bamana (còn gọi là Đế quốc Bambara hay Đế quốc Ségou, tiếng Bambara: ߓߊ߲ߓߊߙߊ߲߫ ߝߊ߯ߡߟߊ, đã Latinh hoá: Banbaran Fāmala) là một quốc gia lớn ở Tây Phi có thủ đô tại Ségou, ngày nay thuộc Mali. Nhà nước này được thành lập sau khi Đế quốc Mali và triều đại Keita sụp đổ, là một đế quốc nhỏ hơn của người Bambara được thành lập bởi các gia tộc Bambara khác có liên quan đến gia tộc Keita. Nó được cai trị bởi triều đại Coulibaly do Kaladian Coulibaly thành lập k. 1640. Đế chế tồn tại như một nhà nước tập trung hóa từ năm 1712 cho đến cuộc xâm lược năm 1861 của nhà chinh phục Toucouleur, El Hadj Umar Tall.

## Kinh tế và cấu trúc
Đế quốc Bamana được cấu trúc xung quanh các thể chế Bambara truyền thống, bao gồm cả kòmò, một cơ quan giải quyết các vấn đề về thần học. Kòmò thường tham khảo các tác phẩm điêu khắc tôn giáo khi đưa ra những quyết định của họ, đặc biệt là bốn boliw, những bàn thờ lớn được thiết kế để hỗ trợ việc giành lại quyền lực chính trị.
Nền kinh tế của Đế quốc Bamana phát triển mạnh mẽ nhờ thương mại, đặc biệt là nhờ những nô lệ bị bắt trong nhiều cuộc chiến tranh của họ. Nhu cầu về nô lệ sau đó dẫn đến giao tranh tiếp diễn, khiến Bambara rơi vào tình trạng chiến tranh vĩnh viễn với các nước láng giềng của họ.
Mungo Park, người đi qua thủ đô Ségou hai năm sau cái chết của Diarra năm 1795, đã ghi lại một minh chứng cho sự thịnh vượng của đế quốc:
Khung cảnh của thành phố rộng lớn này, vô số xuồng trên sông, dân cư đông đúc và hoạt động canh tác của vùng nông thôn xung quanh, hoàn toàn hình thành nên một viễn cảnh về nền văn minh cùng sự tráng lệ mà tôi ít nghĩ có thể tìm thấy ở châu Phi.